# チマキボラ
チマキボラ（千巻法螺）、学名 Thatcheria mirabilis は、フデシャジク科に分類される巻貝の1種。西太平洋の中深海に生息する。
階段状の螺塔が特徴で、日本では、江戸時代に木村蒹葭堂の『奇貝図譜』(1775年)に「子ジヌキ（）」として図示された他、武蔵石壽の『目八譜』にも「千巻法螺」として記載がある。
属名 Thatcheria は、本種の貝殻を日本から英国に持ち帰り、記載者アンガスに渡したチャールズ・サッチャー (Charles Thatcher) への献名で、その標本がタイプ標本となった。種小名 mirabilis はラテン語の「mīrābilis」（素晴らしい、並外れた、驚くべき、奇跡の、等々の意）で、他に類を見ない本種の殻形を表現したもの。

## 分布
太平洋西部
日本（相模湾以南）から、中国、フィリピン、パプアニューギニア、ソロモン諸島まで。
なおオーストラリア北部（インド洋）から本種として記録されてきたものは、殻の形質にわずかな違いがあるとして、2019年に Thatcheria janae の名で新種記載された。

## 形態
大きさと形
殻長（殻高）は10センチメートル前後にまで成長し、フデシャジク科としては大型。螺管の肩が角張って螺旋階段のような螺塔を作り、体層（最下層）は倒円錐形。殻口は広く、外唇縁は単純で、その上部（縫合と肩の間）は大きく切れ込んで肛湾入になる。
彫刻
成貝の殻表には微弱な成長線と微細な螺脈があり、交わって微かな布目状を呈するが、螺脈の方がやや強い。原殻2.5層には角がなく、明瞭な斜めの格子状の彫刻がある。
殻色
生時には淡い紫紅色をしているが、月日が経った標本は淡い藁色になる。内唇-軸唇の滑層は白色。
蓋
蓋はない。
軟体
白色で斑紋などはない。
歯舌
各歯列は1対の縁歯のみからなり、先端に細まる基底がある。黒田・波部 (1954) に図がある。

## 生態
水深140 - 400メートル、もしくは120 - 400メートルの海底に生息する。

## 分類

### 原記載
- 原記載名：Thatcheria mirabilis Angas, 1877
- 原記載文献：Proceedings of the Zoological Society of London 1877, 529頁、 第54図版、図 1a, 1b[1]。
- タイプ産地：「Seas of Japan.」（日本近海）
- 備考：記載者のアンガスは、新種記載にあたって「これまでに見たこともない実に驚くべきこの貝は、 Charles Thatcher が最近日本から持ち帰ったもので、この標本が唯一のものだと思われる。蓋がないためその正確な分類上の位置は決定しかねるが、現時点ではイトマキボラ科だと筆者は考えている」という意味の一文を付記している。

### 異名
Cochlioconus gradatus (Yokoyama, 1928)
宮崎県木城町高城の鮮新世の化石で、横山又次郎によりイモガイ類に近い新属新種として記載された（Syntype：東大総合博物館）。
Thatcheria gradata (Yokoyama, 1928)
上記のC. gradatus の記載論文を見た米国の貝類学者H. ピルスブリーから、Thatcheria mirabilis（チマキボラ）に似ているとの指摘を受け、それに同意した横山（1930）が Thatcheria に属位を変更した際の学名。横山によれば、当時の貝類研究者なら必ず閲覧する大巻の世界貝類大図鑑『Manual of Conchology』にはイトマキボラ類の巻にチマキボラが掲載されていたが、手元の化石はイモガイ類に近いと信じていた横山はイモガイ類の巻ばかりを見ていたため、別巻に掲載されていたチマキボラを見落としており、ピルスブリーに指摘されるまで気付かなかったという。なお本種は横山の考えたとおりイモガイ類に近縁で、イトマキボラ類とは縁遠い。

### ”チマキボラ科”
かつて歯舌がないと誤認されていたことがあり、その情報に基づいて新科”チマキボラ科” Thatcharidae Powell, 1942が提唱された。しかし黒田徳米と波部忠重 (1954) により歯舌が確認され、原殻の特徴と併せてクダマキガイ科のフデシャジク亜科（当時）に分類される種であり、新科創設の必要はないと報告され、その後はこの分類が広く認められ、フデシャジク亜科が科に昇格された後も引き続き踏襲されている。

## 類似種

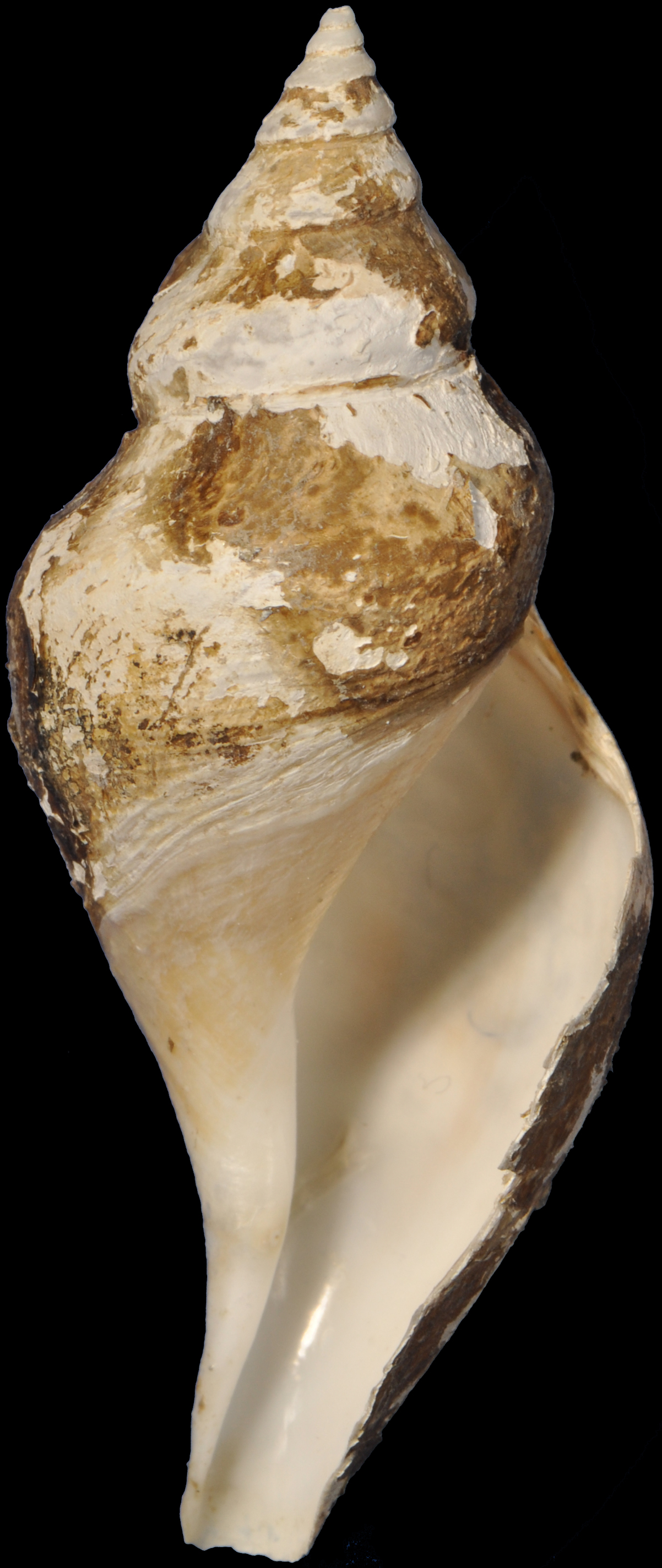
ナデガタチマキボラ

| Thatcheria janae （パラタイプ） |

Thatcheria janae (F. Lorenz & P. Stahlschmidt, 2019)
北西オーストラリアの水深250 - 450 mに分布（タイプ産地は「380-450 m off the Rowley Shoals area, NW Australia」）。チマキボラにそっくりだが、色が薄いこと、殻が薄手なこと、肩角がより鋭いこと、体層側面が僅かに膨らむこと、幼層の肩に結節列ができることなど、貝殻の特徴のみに基づいて2019年に新種として記載された。本種の分布域は西オーストラリア州北岸沖のインド洋にあり、太平洋西部のチマキボラの分布域とは分断されているとされる。幼層の肩に結節列がある点は下記の沖縄の化石 T. cf. gradataと共通するが、新種記載にあたりLorenzらはこの化石については言及していない。
Thatcheria cf. T. gradata (Yokoyama, 1928)
沖縄の中新世と鮮新世から MacNeil (1960)によって報告された化石。現生のチマキボラによく似ているが、肩上の平坦部がチマキボラより凹まないことや螺脈が粗いことなどで完全に一致しないとして、チマキボラの異名ともされる横山の化石 T. gradata に寄せて報告された。また幼層の肩角に明瞭な歯車状の結節列があり、その点では上記の北オーストラリアの Thatcheria janae にも似ている。
ナデガタチマキボラ Gymnobela edgariana (Dall, 1881)
大西洋の北米南部から南米北部にかけて分布。最初は Mangilia 属の種として記載され、その後 Pleurotomella 属に移されていたが、奥谷（1983）は、歯舌の特徴から分類先をチマキボラ属に移し、肩が丸みを帯びることから「ナデガタチマキボラ Thatcheria edgariana （Dall, 1881）」として和名を新称して報告した。その後は別属 Gymnobela に移されている。

## 人との関係

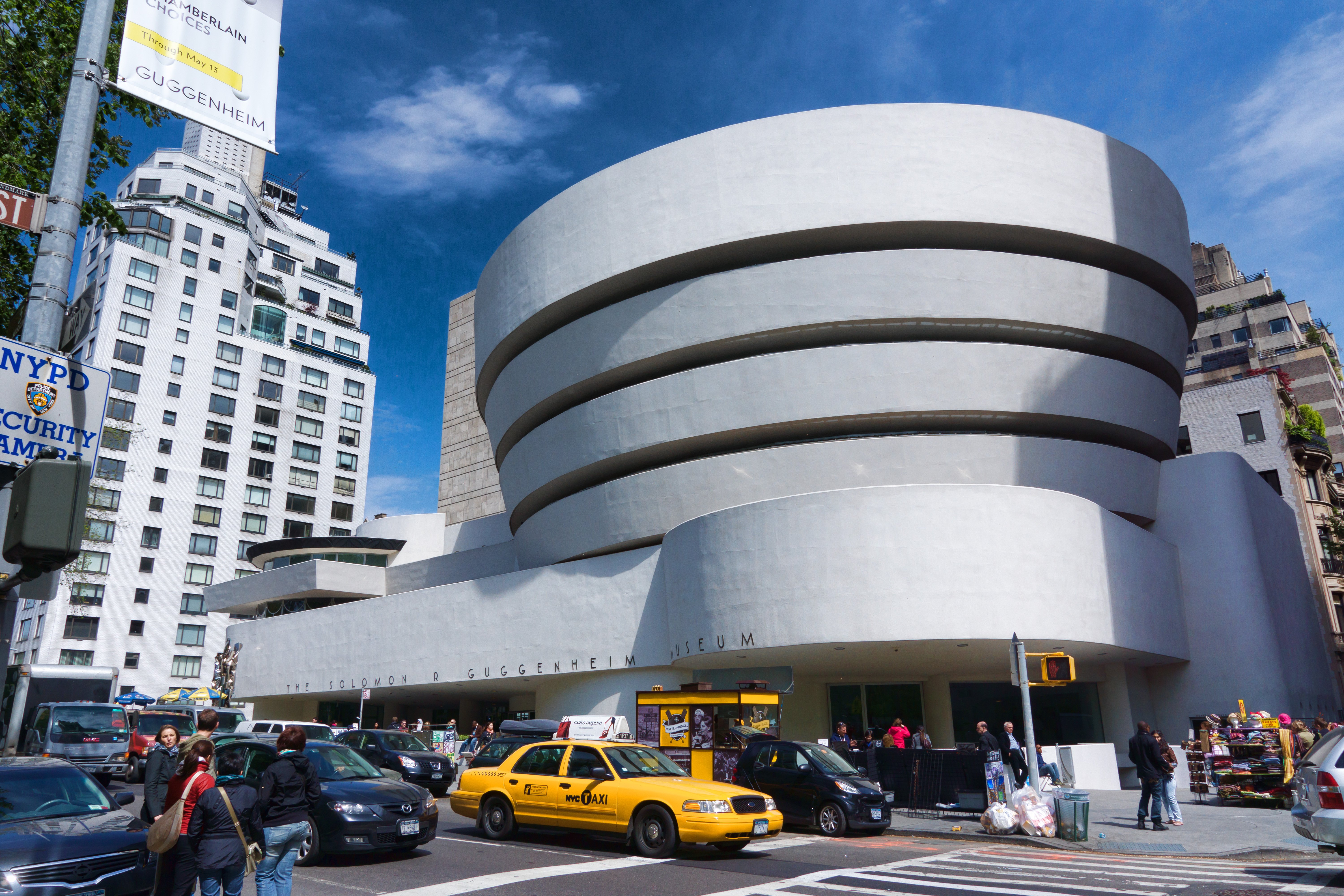
グッゲンハイム美術館

食用などには用いられない。しかし特異な殻の形状がデザインの分野などに取り入れられることがあるとされ、アメリカの建築家フランク・ロイド・ライトが螺旋状の構造をもつニューヨークのソロモン・R・グッゲンハイム美術館を設計した際、チマキボラから着想を得たとの話もある。